# Havaj
Havaj (anglicky Hawaii  [həˈwaɪʲi]IPA, oficiálně State of Hawaii, havajsky Hawaiʻi [həˈvɐjʔi]IPA, oficiálně Mokuʻāina o Hawaiʻi) je stát Spojených států amerických nacházející se na Havajských ostrovech v Tichém oceánu, řazený do oblasti pacifických států v západním regionu USA. Rozkládá se jihozápadně od západního pobřeží kontinentálních Spojených států, ve vzdálenosti přibližně 3200 km. Havaj je nejjižnějším státem USA.
Se svou rozlohou 28 311 km² je Havaj osmým nejmenším státem USA, v počtu obyvatel (1,4 milionů) je 40. nejlidnatějším státem a s hodnotou hustoty zalidnění 86 obyvatel na km² je na 13. místě. Hlavním a největším městem je Honolulu s 350 tisíci obyvateli. Dalšími největšími městy jsou East Honolulu (50 tisíc obyv.), Pearl City (50 tisíc obyv.), Hilo (45 tisíc obyv.), Kailua (40 tisíc obyv.) a Waipahu (40 tisíc obyv.). Pobřeží Tichého oceánu dosahuje na Havaji délky 1207 km. Nejvyšším bodem státu je vrchol Mauna Kea s nadmořskou výškou 4207 m. Největšími toky jsou řeky Wailuku a Kaukonahua.
Havajské ostrovy obydleli někdy v prvním tisíciletí našeho letopočtu Polynésané, pro Evropany objevil souostroví v roce 1778 James Cook. S evropskou pomocí následně všechny ostrovy král Kamehameha I. sjednotil do království, které převzalo havajský název největšího ostrova. Roku 1893 byl za účasti amerických sil proveden převrat a vznikla Havajská republika, jejíž území o pět let později Spojené státy anektovaly. Ty zde zřídily havajské teritorium, které existovalo více než 60 let. Havaj se 21. srpna 1959 stala posledním, 50. státem USA.

## Historie
Poprvé byly Havajské ostrovy obydleny nejpozději zhruba okolo roku 1000 Polynésany, patrně ze souostroví Markézy (někteří antropologové věří, že se tak mohlo stát již okolo roku 300, tento náhled však není dostatečně podložen). Až do konce 18. století žili obyvatelé Havaje v izolované kastovní společnosti vedené náčelníky a šamany. Řídili se nábožensko-společenským systémem různých tabu celkově nazývaným kapu. V roce 1778 ostrovy objevil pro evropskou civilizaci na lodi Resolution James Cook.
Při pobytu Jamese Cooka na Havaji abdikoval náčelník Havajských ostrovů. Během mocenských bojů o uvolněné místo byl James Cook zabit. V následujícím období v letech 1780 až 1795 se v průběhu několika bitev podařilo ovládnout ostrovy náčelníkovi Kamehamehovi.

### Havajské království a Havajská republika

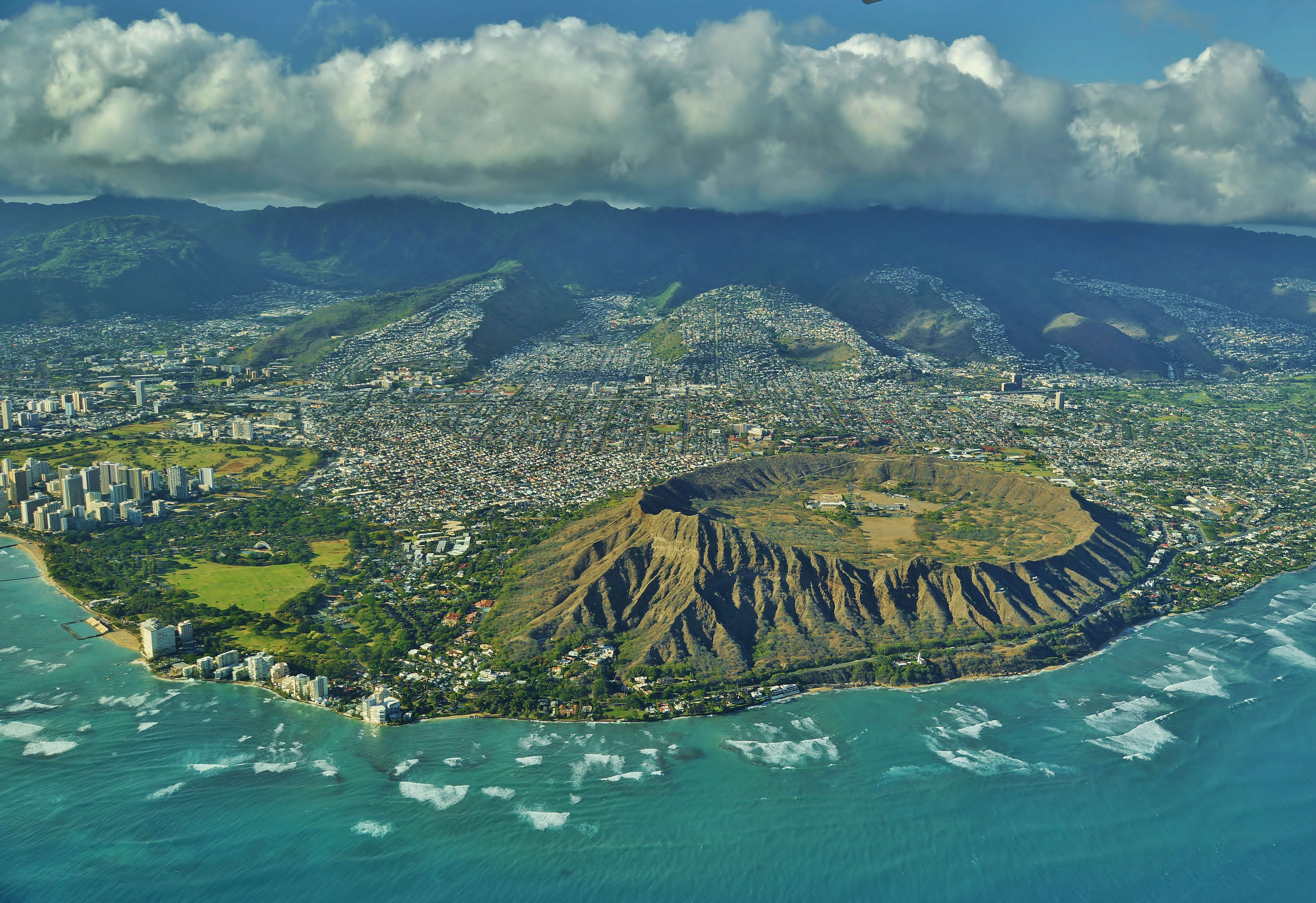
Pohled na Honolulu s vyhaslou sopkou Diamond Head

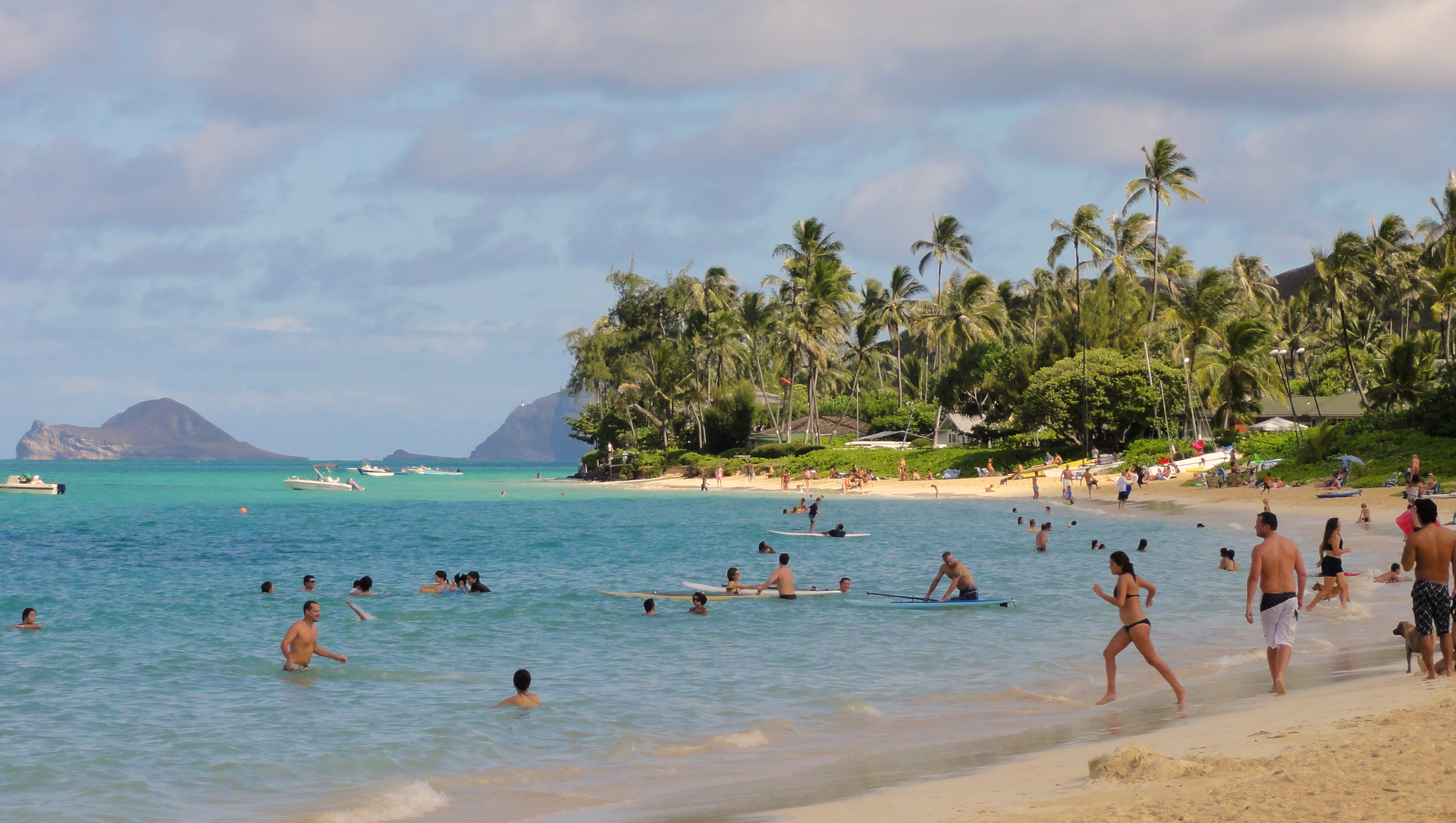
Pláž Lanikai na ostrově Oahu

Po ovládnutí ostrovů a násilném připojení ostrova Kauai v roce 1810 sjednotil všechny ostrovy v Havajské království a sebe prohlásil králem Kamehameha I. (označovaným také jako Kamehameha Veliký).
Roku 1872 zemřel jeho potomek Kamehameha V. a havajská vláda zvolila králem Lunalila, který zemřel dva roky nato. V roce 1874 tedy proběhly další volby, ve kterých byl 45člennou komisí zvolen za krále Kalākaua. S touto volbou nesouhlasili domorodí obyvatelé Havaje, kteří se obávali, že Kalākaua je zastánce zájmů amerických plantážníků. Kalākaua v královském úřadu překvapil a po celou dobu zastával postoje, kterými tvrdě hájil havajskou nezávislost a zájmy chudých domorodců. Mezi lety 1881 a 1883 vyrazil jako první hlava státu ve světových dějinách na cestu kolem světa, aby zvýšil prestiž a povědomí o havajské státnosti. Během té doby předal vládu své sestře Liliuokalani. Ta zakázala imigraci Číňanů, kteří do země rozšířili neštovice, čímž ještě více rozčeřila vztahy s americkými plantážníky, kteří Číňany zaměstnávali. Po svém návratu došlo ke sporu mezi Kalākauou a německým kancléřem Bismarckem, když se Kalākaua snažil vytvořit unii se Samoou, o jejíž kolonizaci se Německé císařství tou dobou pokoušelo. Dále byl Kalākaua v roce 1887 násilím donucen přijmout ústavu, která omezila jeho pravomoci. V zemi došlo k povstání na jeho podporu, které vyčerpaný Kalākaua už jen sledoval. V roce 1891 zemřel. Krátce předtím pronesl slavnou větu „Vyřiďte mému lidu, že jsem se snažil.“
Po Kalākauaovi nastoupila jeho sestra Liliuokalani. V roce 1890 zrušily USA clo na cukr všem státům, což přivodilo Havaji, která dříve měla monopol, a především zdejším plantážníkům, ekonomické potíže. Havajská liga vedená plantážníky poté žádala USA o intervenci za účelem svržení královny Liliuokalani. V roce 1892 na území Havaje vstoupily americké jednotky. V lednu 1893 se Liliuokalani vzdala trůnu po dobytí jejího paláce. Havajská liga vyhlásila revoluční Havajskou republiku a požádala USA o anexi svého území. K anexi Havajské republiky došlo v roce 1898 na základě Newlandsovy rezoluce. Státem USA se Havaj stala 21. srpna 1959.

## Symboly

### Vlajka
Havajská vlajka je tvořena listem o poměru stran 1:2 s kantonem obsahující vlajku Spojeného království a v poli osm vodorovných pruhů s následujícími barvami: bílá, červená, modrá, bílá, červená, modrá, bílá, červená.

### Další symboly
Mottem státu je „Ua mau ka ea o ka ʻĀina i ka pono. — The life of the land is perpetuated in righteousness.“ (tj. Život [rovněž - samostatnost] země se udržuje dodržováním práva [spravedlnosti].), květinou je žlutý ibišek, stromem tungovník molucký, ptákem berneška havajská a písní Hawaii Ponoi.

## Geografie

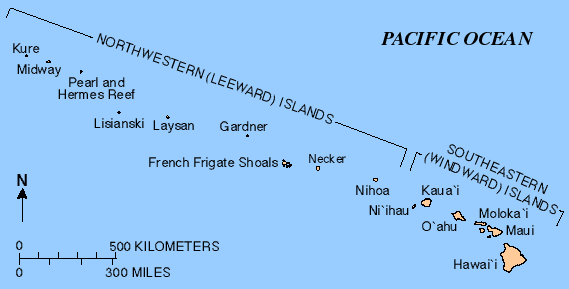
Havajské ostrovy

Největším ostrovem v Havajském souostroví je ostrov Havaj. Byl vytvořen splynutím dvou velkých vulkánů – Mauna Kea (4207 m) a Mauna Loa (4160 m). Se svým úpatím, které spočívá na mořském dně 5500 m pod hladinou moře, je Mauna Kea horou s největší absolutní výškou na světě; výškový rozdíl mezi základnou a vrcholem je větší než výška Mount Everestu nad mořskou hladinou. Mauna Kea je sopka v období klidu, snad vyhaslá. Naproti tomu Mauna Loa je jednou z nejčinnějších sopek na světě. Její nejaktivnější sopouch, Kilauea, se nachází na jihovýchodním svahu. Obvod vnějšího okraje kaldery Kilauea dosahuje 13 km.
Havajské ostrovy jsou souostroví mnoha ostrovů. Hlavní ostrovy však reprezentuje osm následujících (od severozápadu na jihovýchod): Niihau, Kauai, Oahu, Molokai, Lanai, Maui, Kahoolawe a Havaj. Součástí souostroví a zároveň i státu Havaj jsou i tzv. Severozápadní Havajské ostrovy, což je řetězec malých neobydlených ostrůvků, který pokračuje od Kauai další stovky kilometrů na severozápad. Jedním z nich je i Midway, jenž jako jediný z nich nespadá do státu Havaj.

## Obyvatelstvo
Podle sčítání lidu z roku 2010 zde žilo 1 360 301 obyvatel. Havaj představuje jeden ze čtyř států USA, kde nehispánští běloši nepředstavují většinu obyvatelstva. Má největší podíl obyvatelstva asijského původu a nejvyšší podíl míšenců mezi rasami ze všech států USA. K předkům mezi původními obyvateli ostrovů se hlásí něco málo přes 22 % obyvatel.
V roce 1970 tvořili běloši 38,8 % obyvatel Havaje a Asiaté a Pacifičtí ostrované 57,7 %.

### Rasové složení
- 24,7 % Bílí Američané
- 1,6 % Afroameričané
- 0,3 % Američtí indiáni
- 38,6 % Asijští Američané
- 10,0 % Pacifičtí ostrované
- 1,2 % Jiná rasa
- 23,6 % Dvě nebo více ras

Obyvatelé hispánského nebo latinskoamerického původu, bez ohledu na rasu, tvořili 8,9 % populace.

### Náboženství

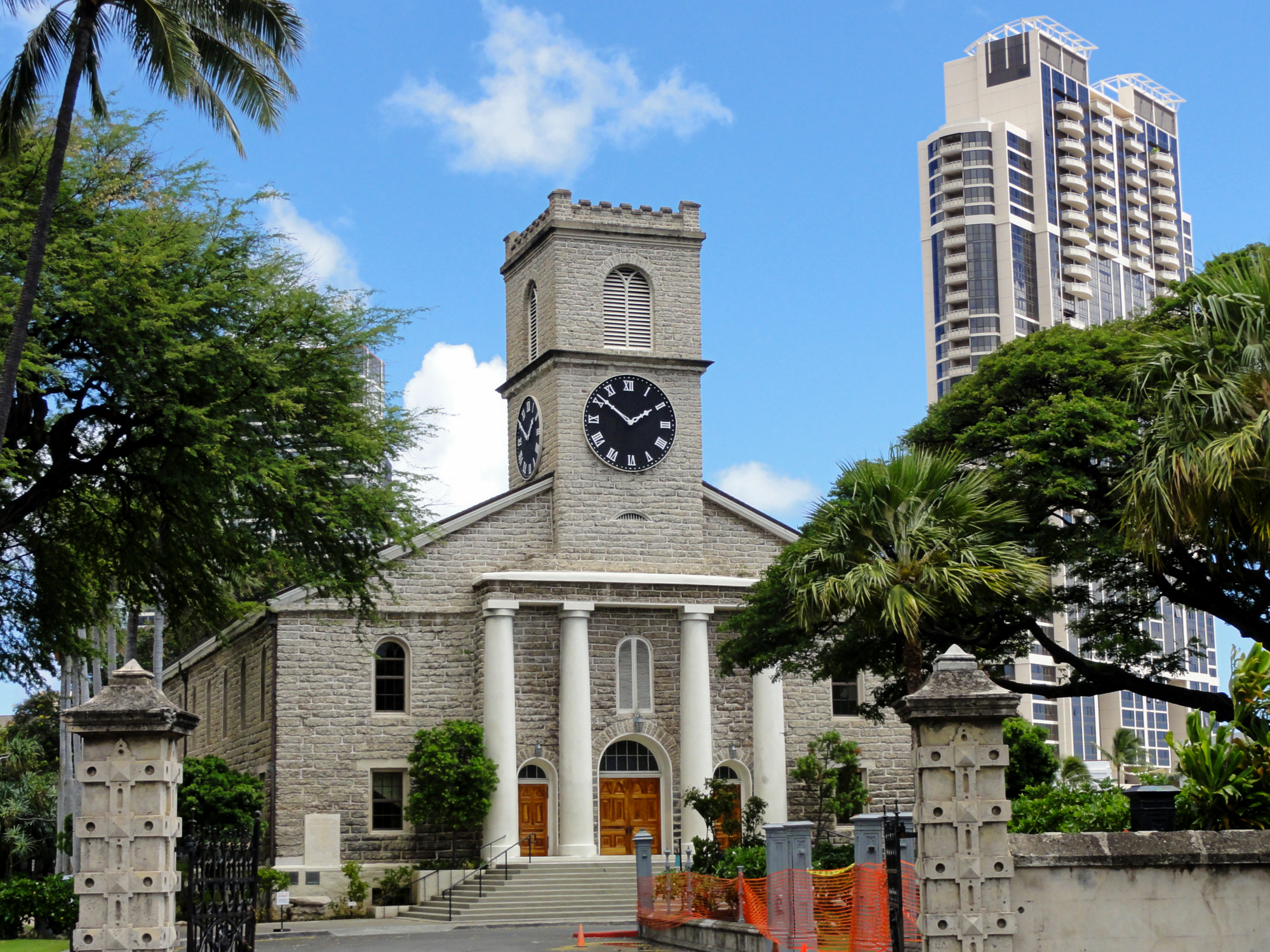
Kostel z 19. století v Honolulu

Většina obyvatel se hlásí ke křesťanství. Nejvíce je protestantů, kteří jsou ovšem roztříštěni do řady malých církví a denominací (největší protestantskou církví je United Church of Christ, k níž se hlásí asi 3 % obyvatel), takže největší organizovanou náboženskou skupinu představuje římskokatolická církev.
- křesťané – 68 %
  - protestanti – 42 %
    - United Church of Christ – 3 %
    - baptisté – 2 %
    - metodisté – 2 %

  - římští katolíci – 24 %
- buddhisté – 9 %
- mormoni – 2 %
- ostatní (zejména šintoisté, taoisté, paganisté; tradiční havajská náboženství[7]) – 5 %
- bez vyznání – 18 %

## Zajímavosti

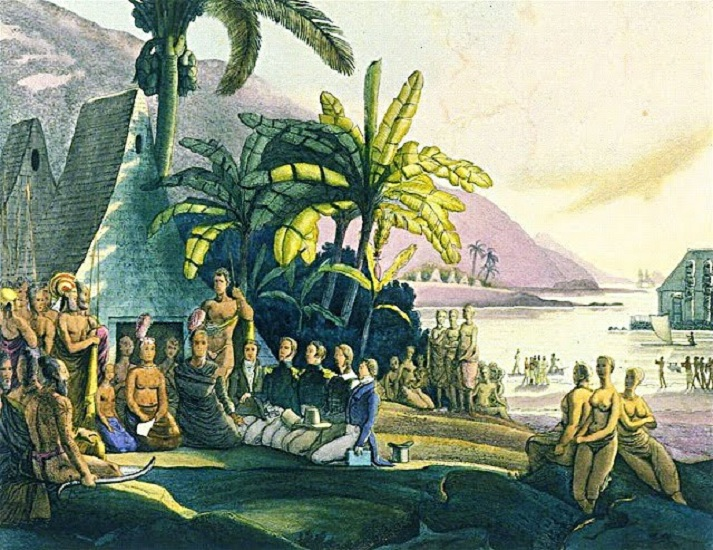
Král Kamehameha I. a velitel ruské expedice kolem světa Otto von Kotzebue roku 1816

Havajané praktikovali lidské oběti bohům. Jako oběti sloužili otroci kauwa nebo váleční zajatci.
Kamehameha I. vedl války za sjednocení všech ostrovů pod svou vládou. Ve válkách proti vládcům ostatních ostrovů zaměstnal evropské žoldnéře v čele s Johnem Youngem a Isaacem Davisem, kteří pro něho vybudovali loďstvo evropského typu. V roce 1790 byla armáda jeho protivníka zničena při výbuchu sopky Kilauea a po bojovnících zbyly jen otisky stop. Po invazi na ostrov Oahu roku 1795 se v závěrečné bitvě mnoho poražených bojovníků vrhlo z útesu nebo bylo vytlačeno přes jeho okraj. V roce 1898 nalezli dělníci při stavbě silnice pozůstatky 800 bojovníků poražené armády.
Patronem Havaje je svatý Jozef de Veuster, známý jako otec Damien nebo Otec malomocných, belgický katolický misionář, který zde v letech 1864–1889 působil a postupně se soustředil na práci mezi nakaženými malomocenstvím. Sám se posléze touto nemocí nakazil a zemřel. Je jednou z nejváženějších osobností historie Havaje a jeho sochy v nadživotní velikosti stojí před sídlem vlády Havaje a před Kapitolem ve Washingtonu.
V silniční síti Havaje existují dálnice H-1, H-2 a H-3, které mají přídomek „mezistátní“, přestože Havaj s žádným jiným státem nesousedí.
V roce 1868 došlo na ostrově Havaji k nejsilnějšímu a nejsmrtelnějšímu zemětřesení v historii celé Havaje o síle 7,9.
Ostrov Niihau koupila roku 1864 od havajského krále Novozélanďanka skotského původu Elisabeth Sinclairová-Robinsonová. Rodina Robinsonů, která ostrov vlastní, vydala zákaz vstupu cizích osob, kromě původních ostrovanů a jejich nejbližších příbuzných.
Asi čtyřicet soukromých velkých vlastníků havajské půdy, kteří jsou skoro všichni potomci bílých protestantských misionářů, vlastní přibližně polovinu půdy na ostrovech Oahu, Kauai, Maui, Molokai a Havaj.
Několik separatistických skupin prosazuje havajskou nezávislost. Havajští separatisté neuznávají anexi Havaje Spojenými státy na základě Newlandsovy rezoluce z roku 1898. Jedná se především o domorodé Havajany, kteří usilují o obnovu Havajského království.